# Соловьёв, Михаил Павлович
Михаил Павлович Соловьёв (28 мая 1922, Попадьино, Ярославская губерния — 21 сентября 1992, Ярославль) — командир роты 219-й танковой бригады, лейтенант. Герой Советского Союза.

## Биография
Родился 28 мая 1922 года в деревне Попадьино (ныне — в Ярославском районе Ярославской области), что близ Красного Холма. Окончил 7 классов, школу фабрично-заводского ученичества в селе Бурмакино, где получил профессию слесаря по холодной обработке металлов. Работать начал в механической мастерской в селе Толгоболь, позднее переехал обратно в Бурмакино, работал в мастерской работал по ремонту сельхозинвентаря, подковывал лошадей.
В августе 1941 года был призван в Красную Армию. В составе 18-го отдельного лыжного батальона участвовал в боях за Москву. Лыжники совершали налёты на железнодорожные станции, на гарнизоны вражеских войск, проводили рейды по тылам врага. В одном из рейдов по тылам врага был ранен. После лечение в госпитале в городе Ковров был направлен на курсы механиков-водителей танка. В бою под городом Брянск был снова ранен, после госпиталя, как танкист, имеющий боевой опыт, направлен в военное училище.
В июне 1943 года окончил Орловское Краснознамённое танковое училище и в звании младшего лейтенанта убыл на фронт. Был зачислен командиром взвода в 219-ю танковую бригаду 1-го механизированного корпуса 2-й танковой армии. В составе этой части прошёл до Победы.
Танкисты под его командованием участвовали в освобождении Днепропетровска, штурмовали оборону немцев в районе Кировограда, а потом были направлены на Белорусский фронт. За мужество и отвагу, проявленные в боях в ходе Белорусской операции, лейтенант Соловьёв был награждён именным оружием и орденом Красного Знамени. Вместе с другими частями танкисты Соловьёва в январе 1945 года вышли к Одеру в районе города Кюстрина. В этих боях лейтенант Соловьёв заслужил орден Александра Невского.
1 февраля 1945 года танковая рота под командованием лейтенанта Соловьёва осуществила захват переправы через Одер и удерживала её до подхода подкрепления. Через несколько дней, с целью ослабить удар немцев на занятый плацдарм, танковая рота Соловьёва при поддержке артиллерии прорвала оборону немцев и двинулась в тыл врага. В ходе трёхдневного рейда танкисты разгромили вражеский обоз, артиллерийскую батарею, танковый парк, уничтожив более 10 танков и самоходных орудий. Дерзкой атакой был захвачен вражеский аэродром и более 20 самолётов. Из концентрационных лагерей было освобождено более 4000 советских и американских военнопленных. Все участники рейда были удостоены высоких наград, а командир представлен к присвоению звания Героя Советского Союза.
С честью дошёл до Победы, но немного не дошёл до Берлина. В 1945 году вступил в ВКП(б)/КПСС. За годы войны был четыре раз ранен, но последнее ранение вывело его из строя надолго. 14 марта 1945 года лейтенант Соловьев получил тяжелое ранение осколком в лицо и навылет в голову. Командира повёз в медсанбат стрелок-радист старший сержант В. М. Карьянов. В госпитале раненому оказали первую помощь: сделали первичную операцию, а затем отправили в Москву. 13 суток он находился в коме, потерял много крови. В госпитале узнал о присвоении высокого звания.
Указом Президиума Верховного Совета СССР от 31 мая 1945 года за образцовое выполнение боевых заданий командования и проявленные при этом мужество и героизм лейтенанту Соловьёву Михаилу Павловичу присвоено звание Героя Советского Союза с вручением ордена Ленина и медали «Золотая Звезда».
Более чем за полгода в московских госпиталях перенёс 56 операций. В сентябре 1945 года был комиссован, получил инвалидность 2-й группы. Вернулся на родину.
В 1951 году окончил Ярославский химико-технологический техникум. 40 лет проработал инженером, старшим инженером, начальником электролаборатории Ярославского завода резиновых технических изделий.
Жил в городе Ярославле. Скончался 21 сентября 1992 года. Похоронен в Ярославле, на Аллее Героев Воинского мемориального кладбища.

## Награды
- Орден Красного Знамени (11.8.1944)[3],
- Орден Александра Невского (7.3.1945)[4],
- Медаль «Золотая Звезда» Героя Советского Союза и орден Ленина (31.5.1945) — за образцовое выполнение боевых заданий командования и проявленные при этом мужество и героизм[5],
- Отечественной войны 1-й степени,
- медали.